# Milaim Rama
Milaim Rama (Vitina, 1976. február 29. –), albán származású svájci válogatott labdarúgó.
A svájci válogatott tagjaként részt vett a 2004-es Európa-bajnokságon.